# Anourosorex assamensis
Anourosorex assamensis är en däggdjursart som beskrevs av Anderson 1875. Anourosorex assamensis ingår i släktet Anourosorex, och familjen näbbmöss. IUCN kategoriserar arten globalt som livskraftig. Inga underarter finns listade i Catalogue of Life.
Denna näbbmus förekommer med flera från varandra skilda populationer i östra Indien. Den vistas i bergstrakter mellan 1500 och 3100 meter över havet. Arten lever i olika habitat, bland annat skogar.